# Christnach
Christnach (luxembourgeois : Chrëschtnech) est une section de la commune luxembourgeoise de Waldbillig située dans le canton d'Echternach.

## Christnach
Christnach est un des plus beaux villages du Grand-Duché de Luxembourg et un modèle pour la sauvegarde de son patrimoine architectural. On y trouve de très belles fermes. L’ancienne huilerie est précédée d’un relief polychrome de Mater Dolorosa qui garde son portail. Le village est également très connu pour son golf de 18 trous, qui s’étend à l’est, entre Waldbillig et Mullerthal.

## À voir
- Golf de Christnach
- Uelegmillen